# 국도극장 (영화)
《국도극장》은 2020년에 개봉한 대한민국의 영화이다.

## 캐스팅
- 이동휘 : 한기태 역
- 이한위 : 오씨 역
- 신신애 : 기태 모 역
- 이상희 : 영은 역
- 김서하 : 한희태 (기태 형) 역
- 서현우 : 상진 역
- 윤영민 : 형수 역
- 임성재 : 종구 역
- 강태우 : 한범 역
- 임도윤 : 상진 처 역
- 김현 : 범희 아줌마 역
- 신석호 : 순천병원 환자 역
- 김승윤 : 호프집 직원 역
- 서장현 : 희태 첫째아들 역
- 김하언 : 희태 둘째아들 역
- 정준화 : 중국집 직원 역
- 문인환 : 벌교파출소 경찰 역
- 이도윤 : 체리보이 웨이터 1 역
- 최지환 : 체리보이 웨이터 2 역
- 강이성 : 체리보이 웨이터 3 역
- 길도영 : 국도극장 간판인부 역
- 이정민 : 영은카페 손님 역
- 송인국 : 영은카페 불륜남 역
- 우성은 : 순천 멀티플렉스 직원 1 역
- 최현영 : 순천 멀티플렉스 직원 2 역
- 정혜정 : 화장품가게 점원  역
- 이유진 : 영은카페 직원 역
- 김하윤 : 국도극장 커플여 역
- 김화중 : 국도극장 커플남 역
- 정규수 : 성씨 역 (특별출연)
- 한중곤 : 영감 역 (특별출연)
- 우지현 : 국도극장 사진남 역 (특별출연)
- 이혜아 : 오디션녀 역 (특별출연)

## 같이 보기
- 2020년 대한민국의 영화 목록

## 수상
- 2019년 제20회 전주국제영화제 후보 전주 시네마 프로젝트
- 2020년 제11회 광주여성영화제 후보 한국장편